# Wanaro N'Godrella
Wanaro N'Godrella (Numea, 18 ottobre 1949 – Numea, 26 maggio 2016) è stato un tennista francese.

## Carriera
In carriera ha raggiunto una finale nel singolare e due di doppio. Nei tornei del Grande Slam ha ottenuto il suo miglior risultato raggiungendo le semifinali di doppio misto all'Open di Francia nel 1974, in coppia con la connazionale Nathalie Fuchs, e i quarti di finali nel singolare agli Australian Open nel 1973.
In Coppa Davis ha disputato un totale di 2 partite, vincendole entrambe.

## Statistiche

### Singolare

#### Finali perse (1)
| Numero | Anno            | Torneo                 | Superficie | Avversario in finale  | Punteggio     |
| 1.     | 23 gennaio 1972 | Tasmanian Open, Hobart | Erba       | Aleksandre Met'reveli | 2-6, 4-6, 3-6 |

### Doppio

#### Finali perse (2)
| Numero | Anno              | Torneo                                        | Superficie | Compagno                | Avversari in finale     | Punteggio          |
| 1.     | 24 settembre 1972 | Rainier International Tennis Classic, Seattle | Cemento    | Jean-Baptiste Chanfreau | Ross Case Geoff Masters | 6-4, 6-7, 4-6      |
| 2.     | 10 dicembre 1972  | Brisbane International, Brisbane              | Cemento    | Georges Goven           | Ross Case Geoff Masters | 2-6, 7-6, 2-6, 6-7 |